# Bitwa pod Gołyminem
Bitwa pod Gołyminem – starcie zbrojne, które miało miejsce 26 grudnia 1806 roku podczas wojen napoleońskich.
Bitwa stoczona została między wojskami rosyjskimi (17 000 żołnierzy i 28 dział) dowodzonymi przez księcia Dmitrija Golicyna a wojskami francuskimi marszałka Joachima Murata (38 000 żołnierzy). Rosjanie zdołali obronić się przed przeważającymi siłami Francuzów i wycofać się. Bitwa miała miejsce tego samego dnia co bitwa pod Pułtuskiem.

## Sytuacja strategiczna
Po podboju Prus jesienią 1806 roku Napoleon wkroczył do Polski by stawić czoło siłom rosyjskim, które próbowały wesprzeć Prusaków do czasu ich całkowitej klęski. Posuwające się na wschód wojska francuskie przekroczyły Wisłę oraz 28 listopada 1806 zajęły Warszawę.
Naczelnym wodzem sił rosyjskich był wówczas stary i niedołężny feldmarszałek Michał Kamienski. Pierwsza armia rosyjska licząca 55-68 tys. żołnierzy, dowodzona przez gen. L.Bennigsena, wycofała się z linii Wisły do linii rzeki Wkry, by połączyć się z nadchodzącą z Rosji armią Buxhoevedena (37 000 żołnierzy). Gdy okazało się, że Buxhoevden znajduje się jeszcze w odległości 15 dni od pierwszej armii, Kamienski zrozumiał swój błąd, który pozwolił Francuzom bez większych problemów przeprawić się przez Wisłę. Na początku grudnia Kamienski spróbował naprawić pomyłkę i odzyskać linię Wisły, jednak Francuzi już 10 grudnia przeprawili się pod Modlinem przez Bug. Po tym, jak pruski korpus Lestocqa przeprowadził nieudaną próbę odzyskania Torunia, Bennigsen 11 grudnia wydał rozkaz odwrotu, by ponownie zająć pozycje na linii rzeki Wkra.
Gdy powyższa sytuacja przedstawiona została Napoleonowi, ten doszedł do wniosku, że Rosjanie przeprowadzają ogólny odwrót swych sił. Rozkazał więc armii Murata (3 korpus Davouta, 7 korpus Augereau, 5 korpus Lannesa oraz 1 rezerwowy korpus kawalerii), by ruszyły na Pułtusk, natomiast 6 korpus (Ney), 1 korpus (Bernadotte) i 2 rezerwowy korpus kawalerii miały skierować się na prawe skrzydło wojsk rosyjskich. Łączność między obu tymi częściami sił francuskich miał utrzymywać idący na Ciechanów 4 korpus, którym dowodził Soult.
Kamienski nakazał zatrzymać marsz w kierunku nadciągających wojsk Buxhoevedena i wesprzeć siły zajmujące pozycje na linii rzeki Wkry. To spowodowało, że Francuzi nie byli w stanie przeprawić się przez rzekę, a udało im się to dopiero wtedy, gdy 22 grudnia Davout przekroczył Wkrę w pobliżu jej ujścia do Narwi. Umożliwiło to siłom francuskim dalszy marsz na wschód.
Po bitwie pruskiego korpusu Lestocqa z 1 korpusem Bernadotte'a pod Działdowem (25 grudnia), Lestocq został wyparty w kierunku Królewca. Zdając sobie sprawę z coraz groźniejszego położenia, Kamienski wydał rozkaz odwrotu na Ostrołękę. Bennigsen jednak nie wykonał rozkazu i został, by stoczyć 26 grudnia bitwę pod Pułtuskiem. Na północnym zachodzie część czwartej dywizji dowodzonej przez generała Golicyna i piąta dywizja generała Dochturowa cofały się w kierunku Ostrołęki, idąc przez miasto Gołymin. Utrzymująca łączność z wojskami pruskimi trzecia dywizja generała Sackena także usiłowała wycofać się przez Gołymin, jednak Francuzi zmusili ją do marszu w kierunku Ciechanowa. Niektóre oddziały wchodzące w skład czwartej dywizji znalazły się pod Pułtuskiem.
Napoleon nie wiedział, że główne siły Rosjan, którymi dowodził Bennigsen, cofają się na Pułtusk i główną uwagę zwrócił na kierunek ciechanowski. W ten sposób dość przypadkowo doszło do boju pod Gołyminem.

## Bitwa

### Warunki atmosferyczne
Panująca w trzeciej dekadzie grudnia pogoda stanowiła poważny problem dla obu walczących stron. Choć był to początek zimy, warunki przypominały łagodną jesień. Zwykle o tej porze temperatura była niższa od zera, dzięki czemu drogi były przejezdne. Tym razem jednak panująca odwilż sprawiła, że żołnierze brnęli w błocie. W przypadku obu armii miało to poważny wpływ na szybkość manewrowania. Zabłocone drogi sprawiły kłopoty przy transporcie artylerii i głównie z tego powodu Francuzi nie mieli dział podczas walk toczonych pod Gołyminem.

### Pole bitwy
Wioska Gołymin znajduje się na płaskim obszarze z niewielkimi wzniesieniami na północy i północnym wschodzie. Niemal cała miejscowość otoczona była lasami i bagnami. Droga z Gołymina na Pułtusk wiodła w kierunku południowo-wschodnim, do Ciechanowa w kierunku północno-zachodnim, a na Maków (cel rosyjskiego odwrotu) w kierunku północno-wschodnim. 
Gołymin połączony był drogą z leżącą na południu wioską Garnowo. Na południowym zachodzie znajdowała się wieś Ruszkowo, a w niewielkiej odległości na zachód od Gołymina była wieś Kałęczyn. Na drodze prowadzącej do Ciechanowa znajdowała się wieś Watkowo.

### Przebieg bitwy
Rankiem 26 grudnia oddziały 4 dywizji Golicyna dotarły do Gołymina. Wojska te były zbyt zmęczone, by móc kontynuować marsz na Maków, a ponieważ Golicyn zamierzał poczekać na oddziały z 3 dywizji Sackena, postanowił dać odpocząć swym żołnierzom. W wiosce spotkał się z Dochturowem, którego 5 dywizja w większości maszerowała już na Maków, a on sam stał w Gołyminie z dragonami i regimentem piechoty. Golicyn zamierzał wznowić odwrót, gdy tylko podległe mu oddziały dostatecznie wypoczną.

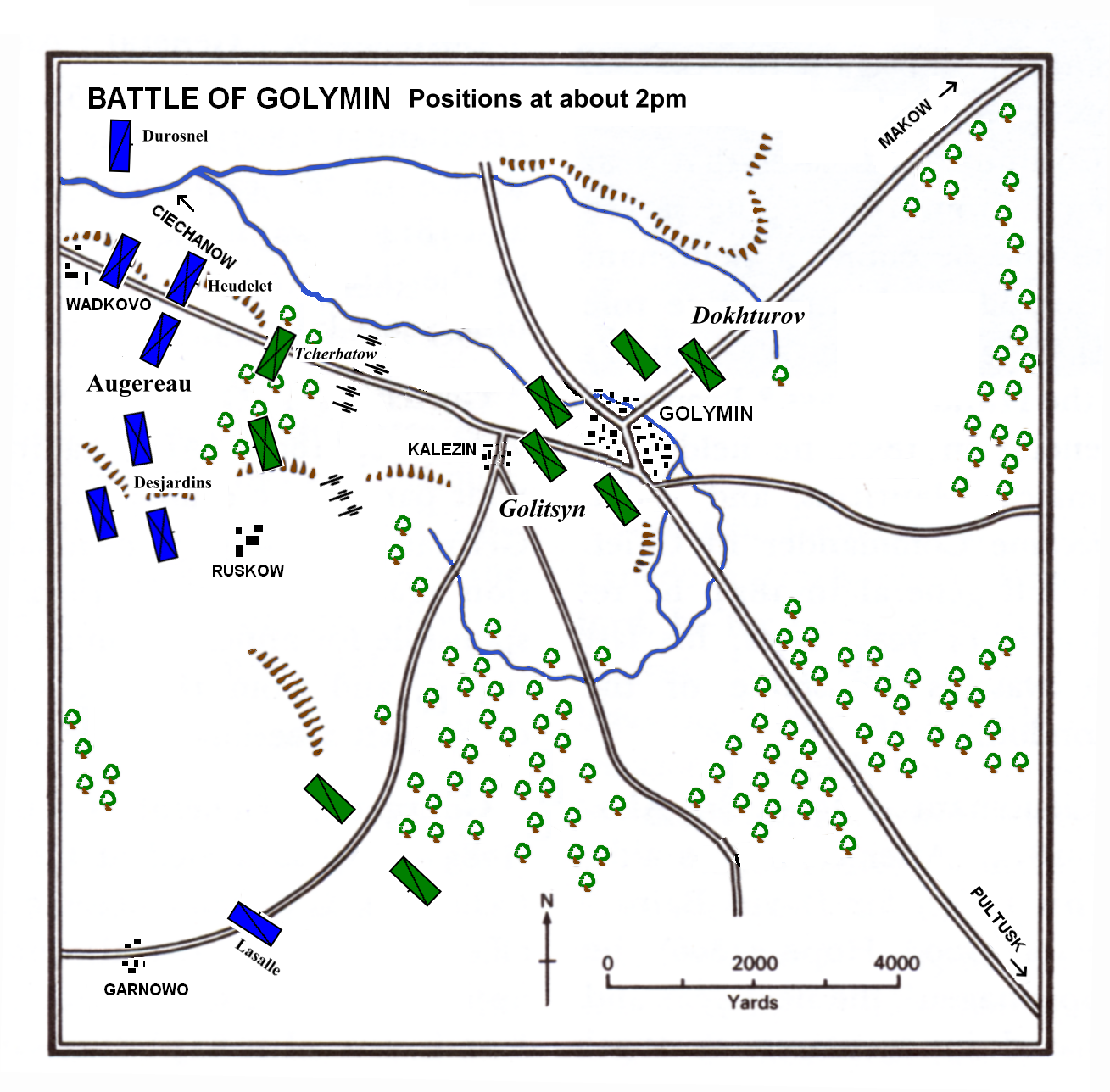
Bitwa pod Gołyminem około godziny 14:00

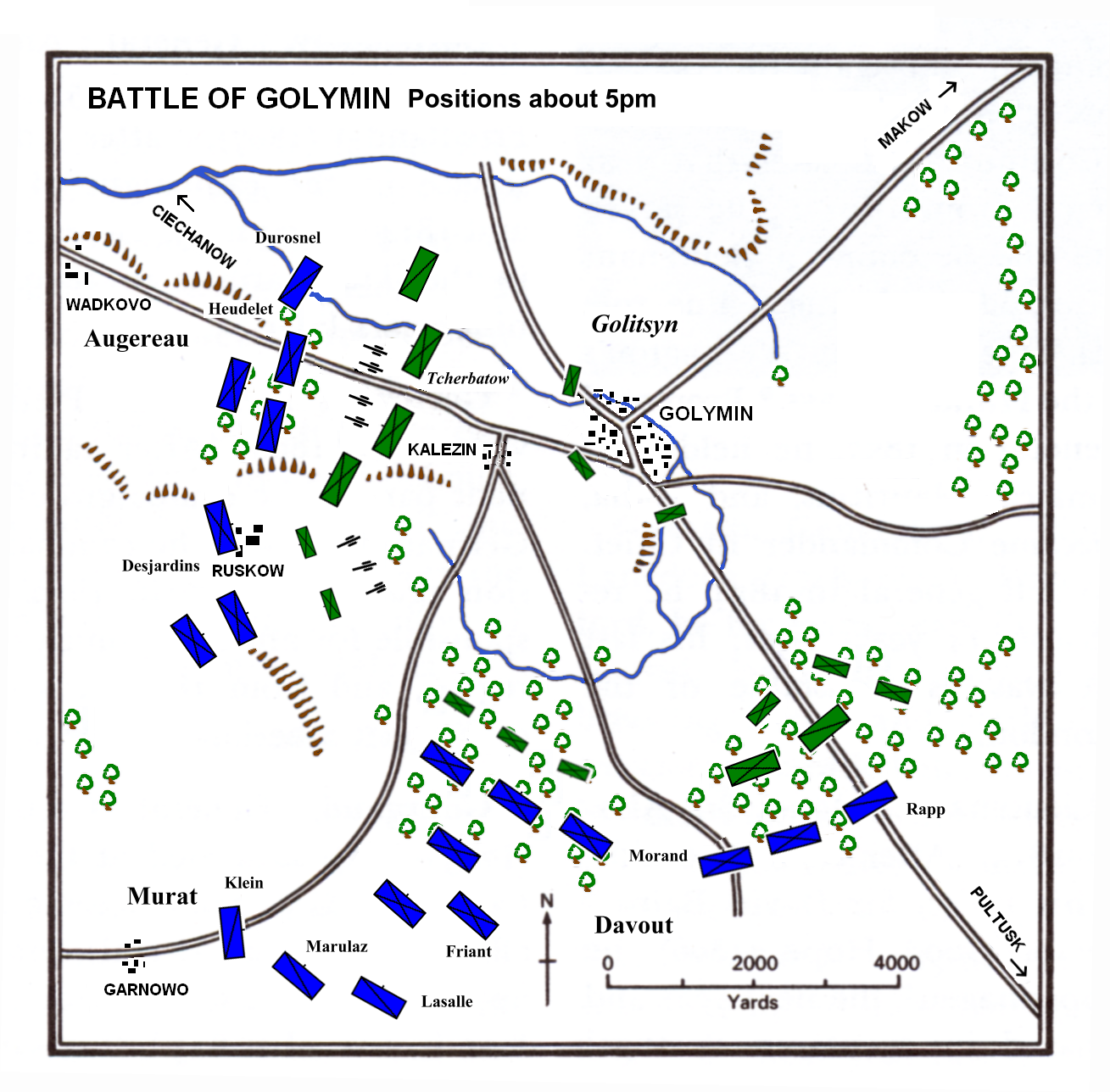
Bitwa pod Gołyminem około godziny 17:00

Korpus rezerwowy kawalerii Murata i 7 korpus Augereau ruszyły w kierunku Gołymina o świcie (około godziny 7:00). Pierwsza przybyła dywizja kawalerii Lasalle'a, której oddziały pojawiły się od południowego wschodu około godziny 10:00. Golicyn wzmocnił swoją straż przednią liczącą dwa szwadrony trzema szwadronami kirasjerów i przednie oddziały Lasalle'a wyparte zostały z powrotem do lasu. O godzinie 14:00 od strony wschodniej nadszedł korpus Augereau. Golicyn, świadomy zmęczenia swych żołnierzy, zrezygnował z odwrotu i postanowił przyjąć walkę. Wysłał regiment piechoty pod wodzą księcia Szczerbatowa w lasy koło Kałęczyna, a resztę wojsk wyprowadził przed Gołymin. Kawalerię i wojska Dochturowa ustawił w odwodzie.
W kierunku pozycji rosyjskich posuwały się dwie dywizje korpusu Augereau - z lewej od strony Ruszkowa szła dywizja Heudeleta, a z prawej od strony Watkowa dywizja Desjardina. Na początku dywizja Desjardina wyparła siły Szczerbatowa, jednak wsparcie w postaci batalionu piechoty i ognia rosyjskiej artylerii pozwoliło odzyskać utraconą pozycję. Walki trwały cały dzień, a w ich trakcie dywizja Heudeleta powoli spychała prawe skrzydło Rosjan.
W czasie, gdy Augereau rozpoczął natarcie na Golicyna, w okolice Garnowa przybył Murat, a wraz z nim dywizje kawalerii Kleina i Milhauda oraz dywizja lekkiej kawalerii Davouta. Dywizje te wyparły rosyjską kawalerię do lasów leżących na południe od Gołymina, jednak ze względu na fatalne warunki terenowe nie mogły kontynuować ataku.
Siły Golicyna wkrótce wzmocnione zostały przez dwa pułki kawalerii z 7 i 8 dywizji, co pozwoliło odrzucić kawalerię Augereau na drogę ciechanowską. W tym samym czasie od południowego wschodu pojawiła się 1 dywizja z korpusu Davouta, którą dowodził Morand. W tej sytuacji Golicyn posłał 3 bataliony piechoty w leżące na południu od Gołymina lasy i bagna, oraz dwa pułki kawalerii, by osłonić drogę na Pułtusk.
Około 15:30 do ataku ruszyła pierwsza brygada dywizji Moranda. Po zaciętej walce wyparła Rosjan. Davout widząc, że Rosjanie próbują cofać się na Maków, posłał drugą brygadę Moranda drogą na Pułtusk. Oddział dragonów dowodzony przez generała Rappa ruszył wzdłuż drogi do szarży na rosyjską kawalerię, jednak okazało się, że w bagnach po obu stronach drogi znajduje się rosyjska piechota. Dragoni zmuszeni zostali do odwrotu, a dowodzący nimi Rapp został ranny. Po opanowaniu lasu dywizja Moranda zatrzymała natarcie, bojąc się niepotrzebnych strat, jakie mogłaby ponieść w walce ze znajdującą się na bagnach rosyjską piechotą.
Wraz z zapadającymi ciemnościami Rosjanie rozpoczęli odwrót. Żołnierze Dochturowa ruszyli w kierunku Makowa, a Golicyn około 21:00 posłał za nimi działa, kawalerię i na koniec piechotę. Rankiem 27 grudnia Augereau zajął opuszczony Gołymin.

### Analiza bitwy
Golicyn miał nad liczniejszymi Francuzami przewagę w postaci lepszych warunków terenowych. Ponadto posiadał wsparcie swej artylerii, podczas gdy Francuzi nie mieli żadnych dział. Dodatkowym czynnikiem był fakt, że atak francuski był nieskoordynowany, gdyż francuskie oddziały wkraczały do walki przypadkowo, wchodząc w kontakt bojowy z Rosjanami w miarę, jak pojawiały się w okolicach Gołymina. Francuzi w końcowej fazie bitwy osiągnęli dwukrotną przewagę, jednak stało się to zbyt późno, a zapadające ciemności umożliwiły wkrótce wojskom Golicyna oderwanie się od nieprzyjaciela i przeprowadzenie odwrotu. Siła oporu, jaki stawili Rosjanie, zwięźle i dobitnie wyrażona została przez Murata, który powiedział do Napoleona "Sądziliśmy, że nieprzyjaciel ma 50 000 żołnierzy".
Bitwa może być uznana za sukces Rosjan, którzy nie dali się zniszczyć przeważającym siłom francuskim i w porę zdążyli się wycofać, zanim Murat zorientował się, że ma przewagę i przeszkodził Rosjanom w przeprowadzeniu odwrotu. Jednak jeśli weźmie się pod uwagę wielkość strat, to zwycięstwo należałoby przyznać Francuzom, gdyż ci stracili 600 żołnierzy, podczas gdy Rosjanie - 1000 żołnierzy i 10 dział.
Tego samego dnia, gdy toczyły się walki pod Gołyminem, Lannes bił się pod Pułtuskiem. Lewe skrzydło Wielkiej Armii (korpusy Neya i Bernadotte'a), a także Soult i znajdujący się przy nim Napoleon wraz z gwardią nacierali w próżnię - czyli na Ciechanów.

## Po bitwie
Generał Golicyn z powodzeniem opóźniał działania Francuzów, co w połączeniu z nieudanym obejściem prawego skrzydła wojsk rosyjskich przez Soulta sprawiło, że Napoleon stracił szansę wyjścia na tyły wycofujących się Rosjan.
Rosyjska 5 i 7 dywizja wycofywały się w kierunku głównej części armii pod Różanem. Siły Bennigsena cofnęły się do leżącego nad Narwią Nowogrodu i 1 stycznia 1807 roku połączyły się z wojskami Buxhoevedena.
W związku z utratą kontaktu z wycofującymi się Rosjanami Napoleon 28 grudnia wstrzymał marsz swych wojsk i postanowił rozłożyć swe siły na leże zimowe. Do decyzji tej przyczyniło się także wyczerpanie żołnierzy i coraz większy chaos, który zaczął ogarniać zaopatrzenie. Przerwa w działaniach wojennych nie była jednak zbyt długa, gdyż już 8 lutego 1807 roku doszło do bitwy pod Iławą Pruską.

## Lista oddziałów biorących udział w bitwie
Lista oparta jest głównie na książce Petrego "Napoleon's Campaign in Poland 1806-1807”. 
Francja
Rezerwowy korpus kawalerii – marszałek Murat
dywizja lekkiej kawalerii (dowódca Lasalle) – dwie brygady liczące łącznie 12 szwadronów huzarów i szaserów
brygada lekkiej kawalerii (dowódca Milhaud) – prawdopodobnie 4 szwadrony (800 żołnierzy)
dywizja dragonii (dowódca Klein) – trzy brygady liczące łącznie 19 szwadronów dragonii
3 korpus – marszałek Davout
1 dywizja piechoty (dowódca Morand) – trzy brygady liczące łącznie 12 batalionów piechoty
2 dywizja piechoty (dowódca Friant) – trzy brygady liczące 8 batalionów piechoty (dywizja nie brała udziału w walce)
dywizja lekkiej kawalerii (dowódca Marulaz) – 9 szwadronów szaserów
7 korpus – marszałek Augereau
1 dywizja piechoty (dowódca Desjardin) – dwie brygady liczące łącznie 11 batalionów piechoty
2 dywizja piechoty (dowódca Heudelet) – dwie brygady liczące łącznie 11 batalionów piechoty
dywizja lekkiej kawalerii (dowódca Durosnel) – 7 szwadronów szaserów
Wojska francuskie podczas walk pod Gołyminem nie miały żadnej artylerii – przyczyną były zabłocone drogi i związane z tym trudności z transportem dział, które nie nadążały za jazdą i piechotą.
Rosja
4 dywizja – książę Golicyn
15 batalionów piechoty
20 szwadronów kawalerii (kirasjerzy i huzarzy)
28 dział
7 dywizja – generał Dochturow (wymieniona tylko ta część dywizji, która wzięła udział w bitwie)
3 bataliony piechoty
2 regimenty kawalerii
3 dywizja – generał Sacken (wymieniona tylko ta część dywizji, która wzięła udział w bitwie)
pewna ilość piechoty
2 regimenty kawalerii